# Драгољуб Павловић
Драгољуб Дража Павловић (Књажевац, 16. јун 1867 − Београд, 3. април 1920) био је српски политичар, историчар, професор и академик. Био је члан Народне радикалне странке и први председник Привременог народног представништва Краљевства Срба, Хрвата и Словенаца.

## Биографија
Рођен је 16. јуна 1867. године у Књажевцу. Основну и нижу гимназију похађао је у родном граду, а гимназију у Нишу. Завршио је историјско-филолошки одсек Филозофског факултета у Београду. По образовању је био доктор филозофије. Радио је као професорски приправник, суплент, у Зајечару и једно време је боравио као државни питомац у Бечу. Потом је радио као професор учитељске школе у Београду и усавршавао се у Немачкој, где је одбранио докторат из филозофије.
По повратку у Србију постао је професор ниже учитељске школе у Књажевцу, а затим професор у Трећој београдској гимназији. Његово следеће радно место 1893. године била је катедра историје на Великој школи у Београду. Постао је један од осам првих редовних професора Универзитета у Београду 1905. године.
Драгољуб Дража Павловић изабран је 4. фебруара 1905. за дописног члана Српске Краљевске Академије (Академије друштвених наука), док је прави члан постао 16. фебруара 1920.
Био је члан Народне радикалне стране и први председник Привременог народног представништва 1920. године и као такав први председник Југословенског Парламента.
Преминуо је у Београду од срчаног удара 3. априла 1920. Сахрањен је врло свечано 5. априла, са свим почастима које доликују положају на којем се налазио и његовом раду.
Драгољуб Павловић је био покретач и уредник листа Тимочанин и политичко-књижевног часописа Дела, у коме је објавио више својих радова. Остали су објављени у посебним књигама, или у издањима Академије наука. Најважнији су му радови: У очима револуције 1848 године, Уједињење немачког народа, Администрација и црквена политика Аустрије у Северној Србији од 1717−1739, Пожаревачки Мир, Кочина Крајина, Култура и ратови.